# Prótoo
En la mitología griega, Prótoo (Πρόθοος) puede referirse a: 
- Prótoo, hijo de Tentredónn o bien de Eurímaque o Cleobule la hija de Éurito, comandante de los magnetes que habitaban en torno al monte Pelión y el río Peneo, fue uno de los jefes griegos de la guerra de Troya, en la que participó con 40 naves.[1] Según otra versión, Prótoo y Meges con otros muchos murieron a cqusa de un naufragio en el cabo Cafareo de Eubea;[2] en otra versión, Prótoo, Eurípilo y Guneo llegaron hasta Libia donde se establecieron.[3] En otra versión, tras el naufragio Prótoo y los magnetes fueron impelidos hasta Creta, donde habitaron.[4]

- Prótoo, un hijo del etolio Agrio, asesinado por Diomedes.[5]

- Prótoo, un hijo de Licaón.[6]

- Prótoo, un hijo de Testio y hermano de Altea, participante en la caza del Jabalí de Calidón junto con su hermano Cometes.[7]

- Prótoo de Same, uno de los pretendientes de Penélope.[8]

- Prótoo de Argos, un guerrero del ejército de Los siete contra Tebas. Hizo un sorteo para asignar los puestos en la carrera de carros en los juegos funerarios de Ofeltes de Nemea.[9]

- Prótoo, una defensor de Tebas contra Los Siete, asesinado por Tideo.[10]